# Mircea Septilici
Pour les articles homonymes, voir Septilici.
Mircea Septilici (né le 2 août 1912 à Bucarest et mort en 1989 à Montréal) était un acteur, écrivain, metteur en scène, scénariste et peintre roumain, connu pour son activité artistique en Roumanie et au Canada.

## Biographie
Né le 2 août 1912 à Bucarest, Septilici termine ses études secondaires au lycée Matei-Basarab en 1933 et a débuté comme écrivain avec le recueil de poésie Un an de quatre printemps la même année. En 1937, il termine ses études à l'Académie de théâtre de Bucarest et devient un metteur en scène et scénariste réputé.[réf. nécessaire]
Entre les années 1948-1956, il est arrêté, accusé d'activité anticommuniste, en tant que membre du groupe des « fugitifs de Tămădău ».[réf. nécessaire]
Il reçoit l'Ordre du mérite culturel classe IV en 1967 pour « mérites particuliers dans le domaine de l'art dramatique ».

## Filmographie
- Telegrame (1960) - Cannes 1960
- Valurile Dunării (1960)
- Porto-Franco (1961)
- Cerul n-are gratii (1962)
- Celebrul 702 (1962)
- La patru pași de infinit (1964) - chirurgien Alex Coman
- Calea Victoriei sau cheia visurilor (1966)
- Secția corecțională (1970)
- Cireșarii (1972)
- Aventuri la Marea Neagră (1972)
- Agentul straniu (1974)
- Premiera (1976)
- Avocatul (1976)
- Marele singuratic (1977)
- Regăsire (1977)
- Les Soldats de la liberté (1977)
- Jucătorii de cărți (1977)
- Bal în Poiana Zimbrilor (1979)
- Ultima noapte de dragoste (1980)
- Banchetul (1980)
- Vodevilul (1980)
- Chantage (1981)
- Detașamentul „Concordia” (1981) - professeur de roumain

## Auteur
- Acte 3 du drame L'Île de Mihail Sebastian, décédé à la suite d'un tragique accident de voiture le 29 mai 1945, pièce créée le 17 septembre 1947 au Théâtre municipal, mise en scène par Mircea Șeptilici[2].
- Ulysse... et les coïncidences (comédie en deux parties de Mircea Septilici et Gh. Dumbrăveanu). Première le 9 octobre 1969.